# Salvelinus umbla
Salvelinus umbla е вид лъчеперка от семейство Пъстървови (Salmonidae).

## Разпространение
Видът е разпространен в Австрия, Германия, Франция и Швейцария.